# Macrothemis absimilis
Macrothemis absimilis is een libellensoort uit de familie van de korenbouten (Libellulidae), onderorde echte libellen (Anisoptera).
De wetenschappelijke naam Macrothemis absimilis is voor het eerst geldig gepubliceerd in 1991 door Costa.